# Josef Kořenář
Josef Kořenář (* 31. ledna 1998, Vystrkov u Humpolce, Česko) je český hokejový brankář hrající za tým HC Sparta Praha v české extralize.

## Hráčská kariéra
S hokejem začínal blízko rodné obce v Humpolci. Do elitních mládežnických lig se dostal v dresu Dukly Jihlava. Poté, co dostal možnost odchytat 5 utkání na šampionátu do 18 let v roce 2016, odešel před sezónou 2016/17 do zámoří, kde nastupoval v americké juniorské lize USHL za Lincoln Stars. V Lincolnu se mu dařilo a po sezóně podepsal vstupní kontrakt v NHL s týmem San Jose Sharks, jehož vedení zaujal v přípravném kempu. Kontrakt dokonce podepsal dříve než jednička draftu 2017 a to přesto, že sám draftován nebyl. Po domluvě se před sezónou 2017/18 vrátil do Jihlavy, odkud byl odeslán do nižší WSM ligy k týmu Benátek nad Jizerou. V Dukle chytal s Jakubem Škarkem a s Norem Larsem Voldenem. Trenéři juniorské reprezentace jej nominovali na juniorský šampionát v americkém Buffalu. 14.7.2017 podepsal tříletou nováčkovskou smlouvu s týmem San Jose Sharks hrající NHL. 7. června 2022 podepsal dvouletý kontrakt s extraligovým klubem HC Sparta Praha.

## Ocenění a úspěchy
- 2014 ČHL-16 – Nejvíce čistých kont
- 2016 MS-18 – Top tří hráčů v týmu
- 2018 MSJ – Top tří hráčů v týmu
- 2019 AHL – All-Star Game
- 2025 ČHL – Nejvíce čistých nul
- 2025 ČHL – Nejnižší průměr inkasovaných branek

## Prvenství

### ČHL
- Debut - 19. ledna 2018 (HC Dukla Jihlava proti HC Sparta Praha)
- První inkasovaný gól - 21. ledna 2018 (HC Oceláři Třinec proti HC Dukla Jihlava, slovenským útočníkem Vladimír Dravecký)
- První čisté konto - 2. února 2018 (HC Dukla Jihlava proti HC Kometa Brno)

### NHL
- Debut - 10. dubna 2021 (San Jose Sharks proti Los Angeles Kings)
- První inkasovaný gól - 14. dubna 2021 (San Jose Sharks proti Anaheim Ducks, kanadským útočníkem Ryan Getzlaf)

## Klubová statistika

### Základní části
| Sezona       | Tým                    | Liga         | Z  | V  | P  | Pvp | MIN   | OG  | ČK | POG  | %ChS  |
| ------------ | ---------------------- | ------------ | -- | -- | -- | --- | ----- | --- | -- | ---- | ----- |
| 2014–15      | HC Dukla Jihlava       | ČHL-20       | 5  | 0  | 5  | 0   | 200   | 15  | 0  | 4.50 | .887  |
| 2015–16      | HC Dukla Jihlava       | ČHL-20       | 24 | 9  | 15 | 0   | 1409  | 77  | 0  | 3.28 | .900  |
| 2016–17      | Lincoln Stars          | USHL         | 32 | 14 | 11 | 0   | 1783  | 66  | 2  | 2.22 | .925  |
| 2017–18      | HC Dukla Jihlava       | ČHL          | 9  | 4  | 5  | 0   | 494   | 18  | 1  | 2.19 | .920  |
| 2017–18      | HC Benátky nad Jizerou | 1.ČHL        | 22 | 4  | 18 | 0   | 1151  | 66  | 1  | 3.44 | .908  |
| 2018–19      | San Jose Barracuda     | AHL          | 34 | 23 | 8  | 3   | 1987  | 84  | 4  | 2.54 | .911  |
| 2019–20      | San Jose Barracuda     | AHL          | 33 | 12 | 16 | 5   | 1874  | 97  | 2  | 3.11 | .891  |
| 2020–21      | HC Oceláři Třinec      | ČHL          | 11 | 8  | 2  | 0   | 663   | 27  | 1  | 2.44 | .905  |
| 2020–21      | San Jose Barracuda     | AHL          | 8  | 5  | 1  | 2   | 485   | 26  | 0  | 3.22 | .898  |
| 2020–21      | San Jose Sharks        | NHL          | 10 | 3  | 5  | 0   | 492   | 26  | 0  | 3.17 | .899  |
| 2021–22      | Tucson Roadrunners     | AHL          | 22 | 3  | 13 | 1   | 1049  | 78  | 0  | 4.46 | .855  |
| 2021–22      | Rapid City Rush        | ECHL         | 2  | 2  | 0  | 0   | 120   | 3   | 0  | 1.50 | .957  |
| 2021–22      | Arizona Coyotes        | NHL          | 2  | 0  | 0  | 0   | 71    | 3   | 0  | 2.57 | .914  |
| 2022–23      | HC Sparta Praha        | ČHL          | 15 | 9  | 4  | 0   | 789   | 29  | 2  | 2.21 | .901  |
| 2022–23      | HC Slavia Praha        | 1.ČHL        | 1  | 1  | 0  | 0   | 60    | 0   | 1  | 0.00 | 1.000 |
| 2023–24      | HC Sparta Praha        | ČHL          | 25 | 19 | 5  | 0   | 1434  | 50  | 0  | 2.09 | .923  |
| 2023–24      | HC Stadion Litoměřice  | 1.ČHL        | 1  | 1  | 0  | 0   | 60    | 2   | 0  | 2.00 | .935  |
| Celkem v ČHL | Celkem v ČHL           | Celkem v ČHL | 64 | 42 | 18 | 0   | 3,585 | 129 | 4  | 2.16 | .917  |
| Celkem v NHL | Celkem v NHL           | Celkem v NHL | 12 | 3  | 5  | 0   | 563   | 29  | 0  | 3.10 | .901  |

### Play-off
| Sezona          | Tým                | Liga            | Z | V | P | MIN | OG | ČK | POG  | %ChS |
| --------------- | ------------------ | --------------- | - | - | - | --- | -- | -- | ---- | ---- |
| 2015–16         | HC Dukla Jihlava   | ČHL-20          | 3 | 0 | 3 | 179 | 9  | 0  | 3.02 | .925 |
| 2018–19         | San Jose Barracuda | AHL             | 4 | 1 | 3 | 226 | 13 | 0  | 3.45 | .898 |
| 2020–21         | San Jose Barracuda | AHL             | 4 | 2 | 2 | 236 | 8  | 0  | 2.03 | .929 |
| Celkem v ČHL-20 | Celkem v ČHL-20    | Celkem v ČHL-20 | 3 | 0 | 3 | 179 | 9  | 0  | 3.02 | .925 |

### Reprezentace
| Rok                    | Tým                    | Soutěž                 | Z  | V | P | R | MIN | OG | ČK | POG  | %ChS |
| ---------------------- | ---------------------- | ---------------------- | -- | - | - | - | --- | -- | -- | ---- | ---- |
| 2015                   | Česko 18               | MIH-18                 | 2  | 1 | 1 | 0 | 119 | 7  | 0  | 3.52 | .881 |
| 2016                   | Česko 18               | MS-18                  | 5  | 1 | 4 | 0 | 287 | 19 | 0  | 3.97 | .881 |
| 2018                   | Česko 20               | MSJ                    | 6  | 2 | 1 | 0 | 267 | 20 | 0  | 4.49 | .879 |
| Juniorská reprezentace | Juniorská reprezentace | Juniorská reprezentace | 13 | 4 | 6 | 0 | 673 | 46 | 0  | 4.10 | .880 |